# Otto Ley
Otto Ley, född 30 september 1903 i Nürnberg, död 29 oktober 1977, var en tysk motorcykelförare. Han var åren omkring 1936 jämte Karl Gall BMW:s främste förare.
Ley gjorde sig i Sverige känd genom sina segrar på BMW i Sveriges GP:s C-klass 1936 och 1937. Förstnämnda år satte han rekord för hela sträckan med 147,66 km/h och varvrekord med 150,86 km/h Bland hans segrar i klass C märks Eilenriedeloppet 1933 på Norton samt Tysklands GP 1934 och Avusloppet 1937 på BMW.